# Szmaragdolotka kubańska
Szmaragdolotka kubańska (Psittacara euops) – gatunek średniej wielkości ptaka z rodziny papugowatych (Psittacidae). Występuje endemicznie na Kubie. Narażony na wyginięcie. Rzadko spotykany w hodowlach.

## Taksonomia

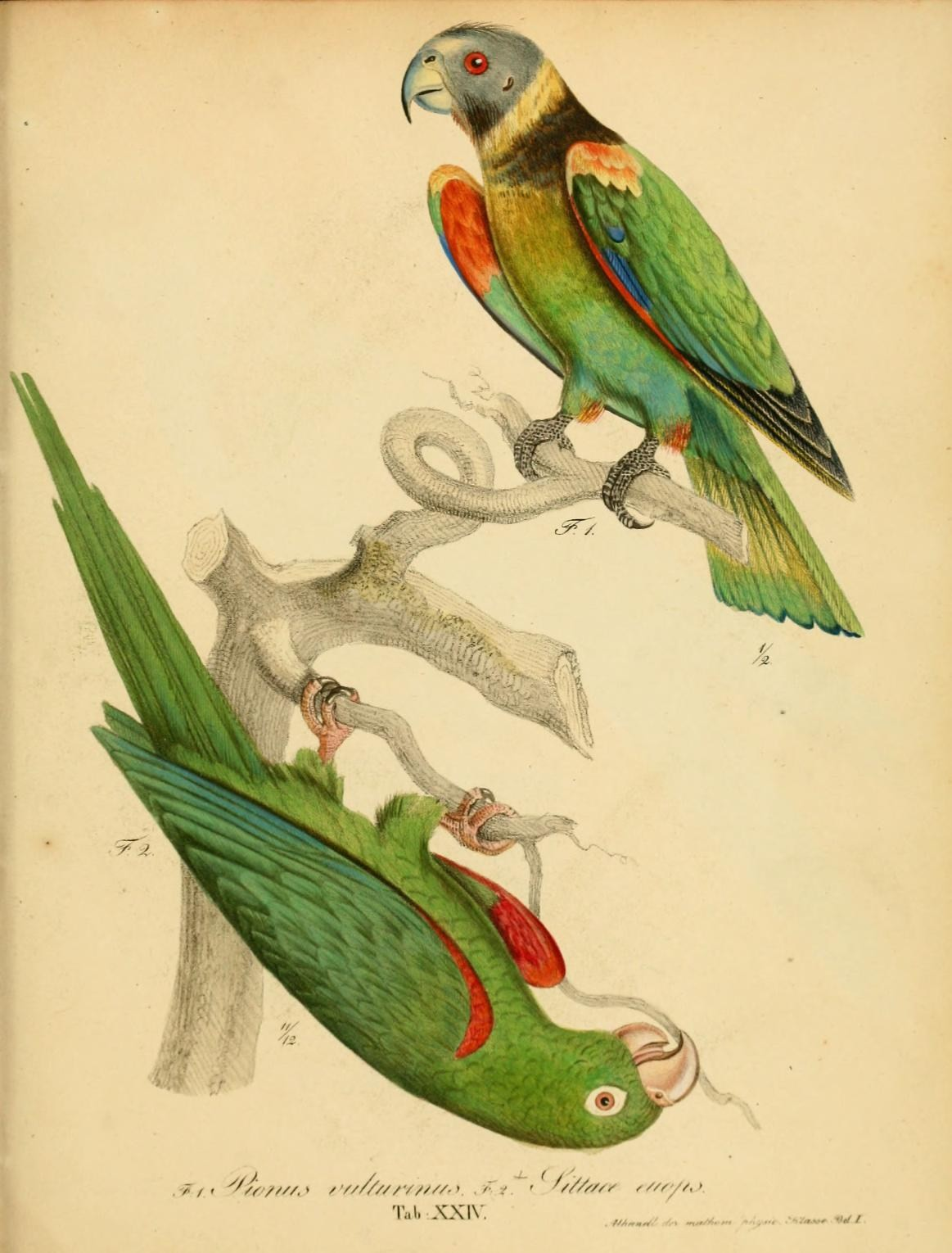
Tablica barwna załączona do oryginalnego opisu (fig. 2)

Po raz pierwszy gatunek opisał Johann Georg Wagler w 1832 na łamach Abhandlungen der mathematisch-physikalischen Classe, Königlich-Bayerische Akademie der Wissenschaften. Autor zamieścił jedynie opis wyglądu. Nowemu gatunkowi nadał nazwę Sittace euops. Obecnie (2020) Międzynarodowy Komitet Ornitologiczny umieszcza szmaragdolotkę kubańską w rodzaju Psittacara, uznając ją za gatunek monotypowy.
Epitet gatunkowy euops pochodzi od dwóch greckich słów: eu – dobry i ops – oko, twarz.

## Morfologia
Długość ciała wynosi około 26 cm, masa ciała 78–96 g. Wymiary szczegółowe (liczba osobników nie została podana): długość skrzydła 132–147 mm, długość ogona 119–132 mm. Głowa, boki szyi i kark są trawiastozielone, upstrzone czerwonymi piórami, gdzieniegdzie tworzącymi większe skupiska. Wierzch ciała i skrzydła również trawiastozielone; lotki I i II rzędu wyróżniają się ciemnozielonymi końcówkami i krawędziami chorągiewek wewnętrznych (od spodu zaś są złotobrązowe). Pióra w okolicach nadgarstka, na krawędzi skrzydła, czerwone. Spód ciała żółtozielony z oliwkowym odcieniem, niekiedy dostrzec można pojedyncze czerwone pióra, zwłaszcza na gardle lub nogawicach. Sterówki z wierzchu ciemnozielone, od spodu żółtobrązowe. Występuje niewielki dymorfizm płciowy, samice mają bardziej pomarańczowe pokrywy podskrzydłowe.

## Zasięg występowania
Obecny zasięg szmaragdolotek kubańskich obejmuje odludne obszary na Kubie, w tym półwysep Zapata, góry Trinidad, Sierra de Najasa, oraz niektóre obszary wschodnich pasm górskich. Dawniej występowały również na wyspie Isla de la Juventud, zostały wytępione przed 1913.

## Ekologia i zachowanie
Środowiskiem życia szmaragdolotek kubańskich są sawanny charakteryzujące się występowaniem palm z rodzaju kopernicja (Copernicia) i Thrinax, skraje lasów i tereny upraw z drzewami. Papugi te przetrwały tylko w bliskości pierwotnych lasów, mimo że pojawiały się doniesienia o występowaniu w nasadzeniach eukaliptusów i w zachowanych fragmentach lasów wiecznie zielonych na porośniętej palmami sawannie. Zwykle szmaragdolotki kubańskie przebywają w grupach rodzinnych albo małych stadach, donoszono również o grupach liczących do kilkuset osobników; tworzą również grupy mieszane z amazonkami białoczelnymi (Amazona albifrons). Pożywieniem tych papug są owoce mango, gujawy, papai, palm Roystonea, Melicoccus bijugatus i Spondias lutea, nasiona Inga vera (a na Isla de la Juventud także i Pinus caribbea), jagody, pączki liści, nasiona prosa i innych traw. Papugi te były niegdyś tępione ze względu na czynienie szkód w uprawach pomarańczy, kawy i kukurydzy.

### Lęgi
Okres składania jaj trwa od maja do lipca. Szmaragdolotka kubańska gniazduje w dziuplach – w pniu palm Sabal, drzewie, termitierze, niekiedy w gniazdach kubańczyków (Xiphidiopicus percussus) lub innych dzięciołów. W zniesieniu od 2 do 5 jaj, zwykle 3. Okres inkubacji trwa od 22 do 23 dni; pisklę zostaje pod opieką dorosłych przez okres 45–50 dni.

## Status i zagrożenia
IUCN uznaje szmaragdolotkę kubańską za gatunek narażony na wyginięcie (VU, Vulnerable) nieprzerwanie od 1994 (stan w 2020). Trend liczebności populacji uznaje się za spadkowy. Zagrożeniem dla tych papug jest tępienie jej jako szkodnika upraw, utrata środowiska i częściowo łapanie dzikich ptaków do niewoli jako zwierzę domowe. To ostatnie, według BirdLife International, nie jest zagrożeniem na szeroką skalę; w latach 1991–1995 odnotowano 10 takich przypadków w handlu międzynarodowym. Papugom tym zagraża również utrata miejsc na gniazda wskutek działania huraganów.